# اچ‌ام‌ای‌اس نپر (جی۹۷)
اچ‌ام‌ای‌اس نپر (جی۹۷) (به انگلیسی: HMAS Napier (G97)) یک کشتی بود که طول آن ۳۵۶ فوت ۶ اینچ (۱۰۸٫۶۶ متر) بود. این کشتی در سال ۱۹۴۰ ساخته شد.